# كارل نج
كارل نج (بالصينية: 吳嘉龍) هو عارض وممثل صيني، ولد في 27 مارس 1976 بهونغ كونغ في الصين.

## وصلات خارجية
- كارل نج على موقع IMDb (الإنجليزية)
- كارل نج على موقع قاعدة بيانات الفيلم (الإنجليزية)